# Oratorio del Gonfalone (Rome)
L'Oratorio del Gonfalone ou Oratoire de la Bannière, ou église Santa Maria Annunziata del Gonfalone, est un bâtiment de Rome dans le quartier de Ponte, située via del Gonfalone, près de via Giulia qui abritait autrefois une fraternité catholique. Depuis 1960 environ, il sert de salle de concert pour le Chœur polyphonique romain.

## Histoire
La Confrérie des Gonfalone est un groupe de pénitents blancs (en raison de la couleur de leur robe). L'association est fondée en 1264 dans la basilique Santa Maria in Aracoeli, sous le nom de Accomandati di Madonna Santa Maria. Elle devient ensuite la Confrérie des Gonfalone en raison de la bannière portée lors des processions.
Au fil des siècles, le groupe se consacre à diverses activités, notamment des processions religieuses en tant que porteurs de bannières (vêtu de robes blanches avec des capuches bleues à visière) et l'organisation d'une pièce de théâtre annuelle sur la Passion. Ils s'impliquent également dans des œuvres caritatives envers les pauvres et les nécessiteux et, entre 1581 et 1765, dans la libération des Italiens réduits en esclavage dans les pays musulmans et slaves.
Le pape Martin V assigne à la confrérie l'ancienne église Santa Lucia Vecchia qui avait servi d'hospice aux pèlerins. En 1486, le pape Innocent VIII réunit un certain nombre de confréries sous le nom de Confraternita del Gonfalone. Comme l'église est proche du Tibre et sujette aux inondations, il transfère la confrérie à l'église Santa Lucia del Gonfalone.
L'Oratorio est construit entre 1544 et 1547, par la Confrérie sur les ruines de l'église Santa Lucia Vecchia. En 1579, le pape Grégoire XIII l'élève au rang d'archiconfrérie, qui regroupe plusieurs confréries.
En 1890, l'archiconfrérie est dissoute et ses biens remis à l'État. En octobre 1960, l'Oratoire est restauré et confié au Chœur polyphonique romain. Il sert depuis de salle de concert.

## Description
Le bâtiment est conçu par Domenico Castelli.
Pour la décoration intérieure, une équipe de peintres maniéristes est recrutée entre 1569 et 1576 par Jacopo Bertoja pour réaliser une série de fresques murales représentant des scènes de la Passion. Parmi les artistes, on retrouve Giacomo Zanguidi (Entrée du Christ à Jérusalem), Livio Agresti (Entrée du Christ à Jérusalem, La Cène et Le Voyage au Calvaire), Marco Pino (Couronne d'épines), Federico Zuccari (Flagellation du Christ), Raffaellino Motta da Reggio (Le Christ devant Ponce Pilate et Prophète et Sibylles), Daniele da Volterra (Crucifixion et Déposition de la Croix), Marco da Siena (Résurrection), Matteo da Lecce (David) et Cesare Nebbia (Oraison au jardin, le Couronnement d'épines et l'Ecce Homo). Le retable principal est peint par Roviale Spagnolo. Le plafond en bois accueille une œuvre sculptée d'Ambrogio Bonazzini représentant la Vierge et les saints Pierre et Paul.
Les panneaux de la Passion sont flanqués de colonnes spirales en quadratura et surmontés d'images de prophètes et de sibylles. L'Oratoire porte les armes du cardinal Alexandre Farnèse. Le cardinal Odoardo Farnese est également impliqué dans l'Oratorio.
Au sous-sol de l'oratoire, sont visibles les restes de la chapelle de Santa Lucia que l'archiconfrérie utilisait comme lieu de sépulture.
Il existe deux autres Oratorio del Gonfalone en Italie, également très décorés à l'intérieur, l'un à Fabriano et l'autre à Vicence.

## Galerie

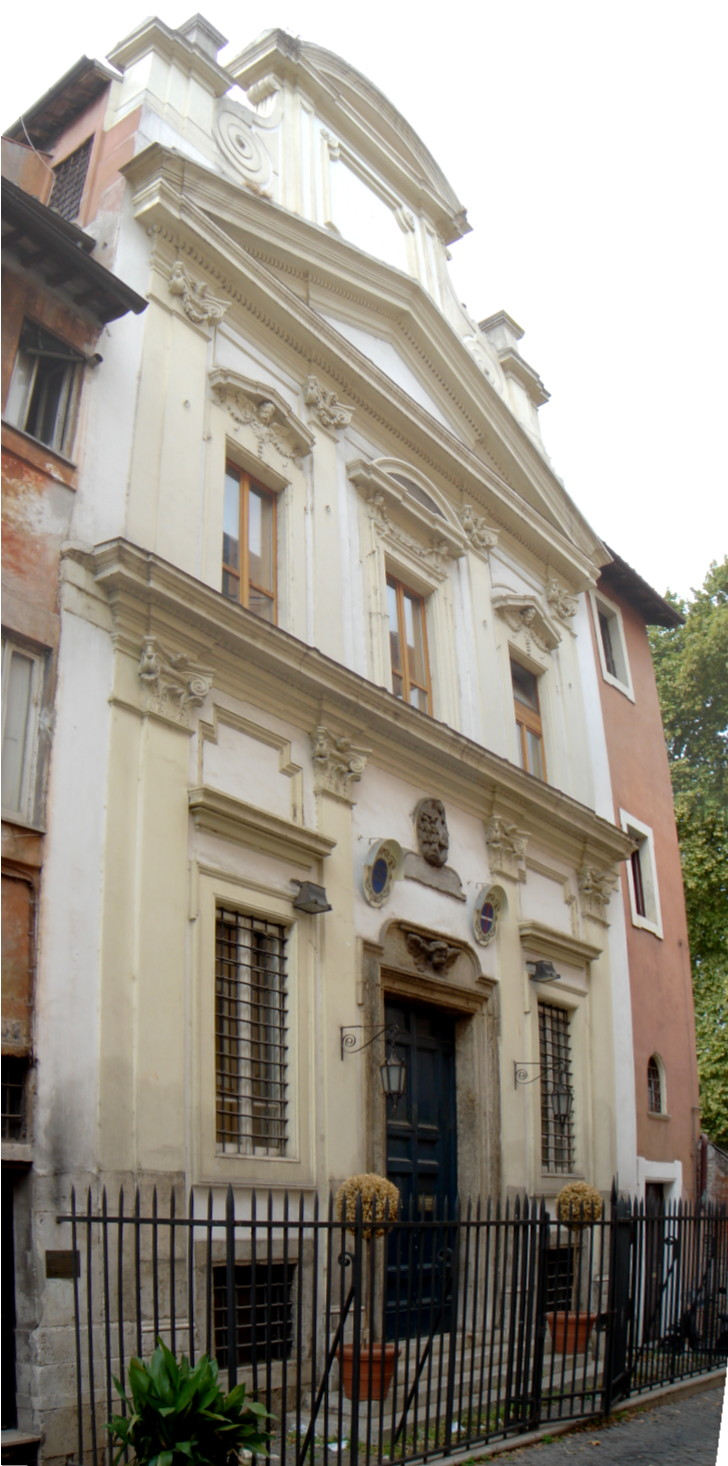
Façade.
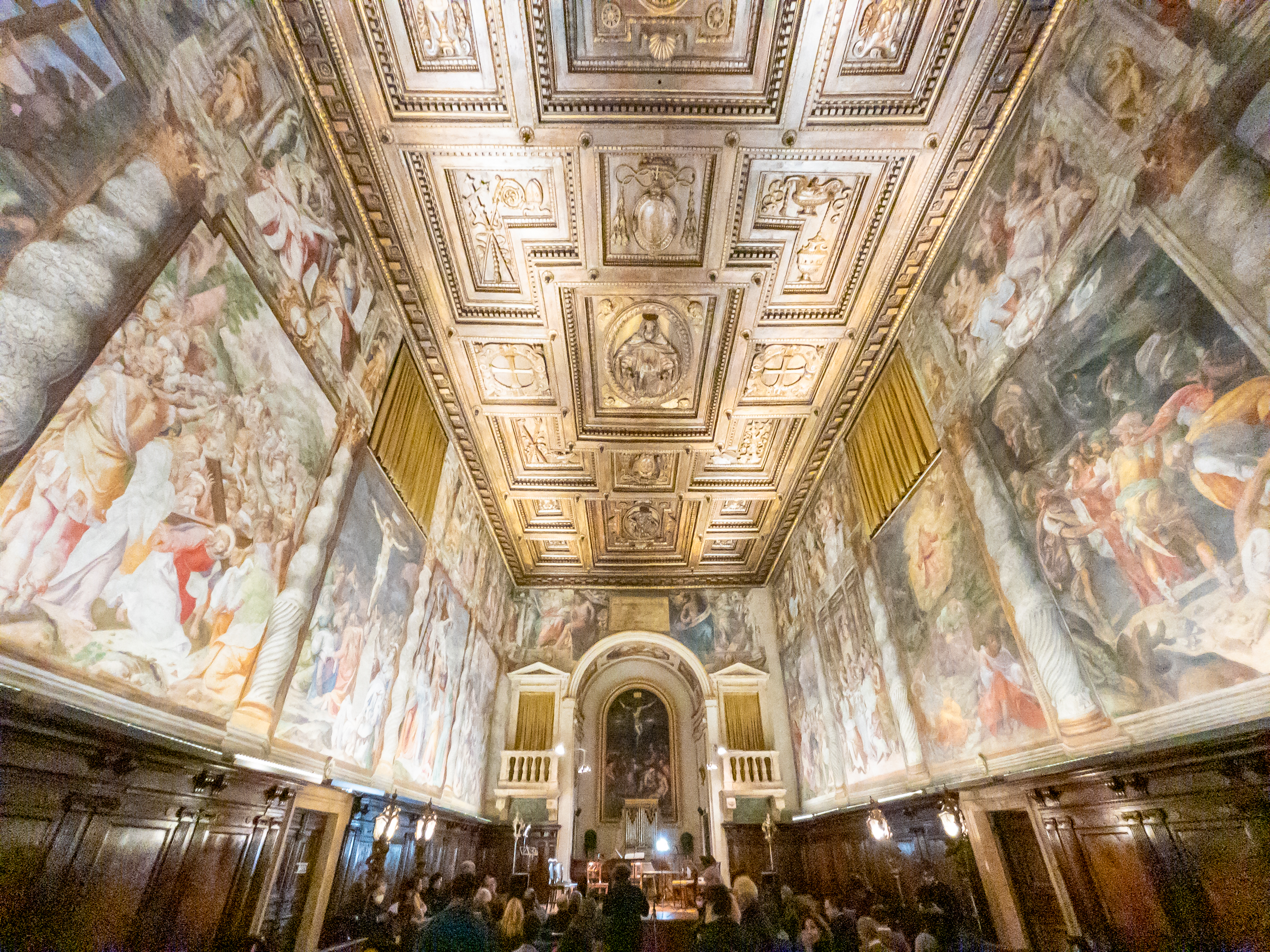
Nef.
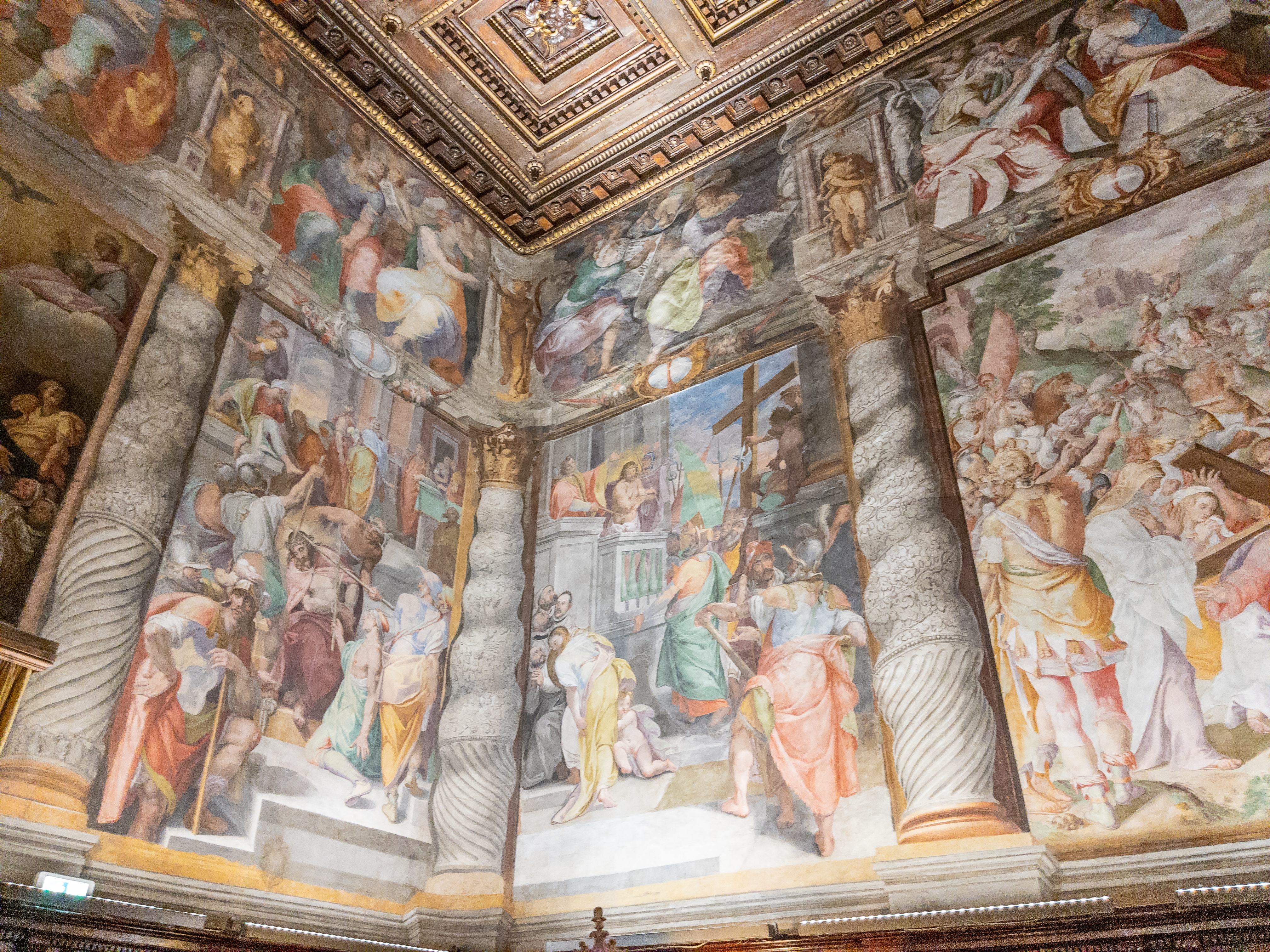
Aperçu des fresques.
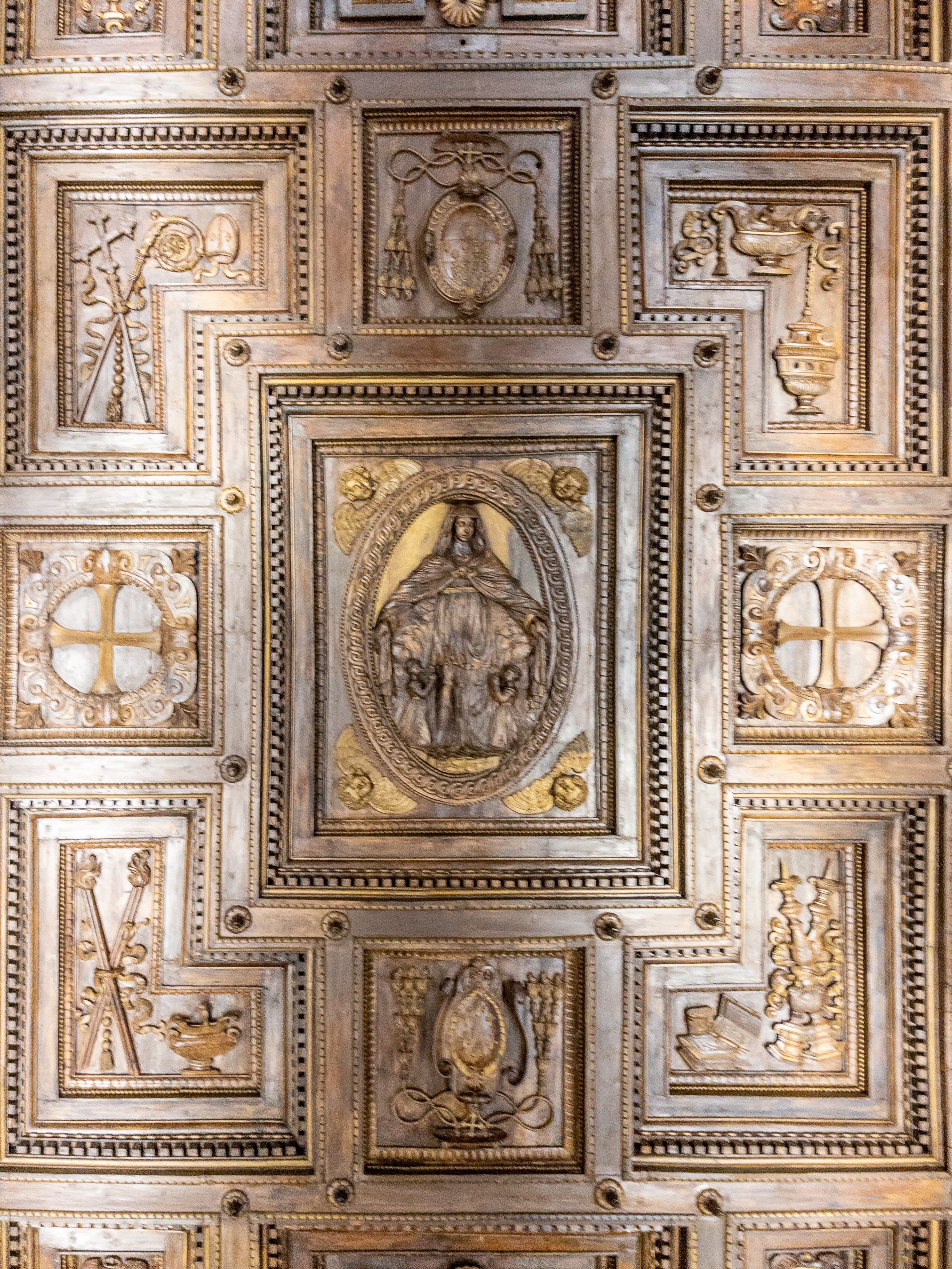
Plafond.